# Café de la plage
Pour plus de détails, voir Fiche technique et Distribution.
Café de la plage est un film français réalisé par Benoît Graffin sur un scénario d'André Téchiné et sorti en 2001.

## Fiche technique
- Réalisation : Benoît Graffin
- Scénario : André Téchiné
- Photographie : Yorick Le Saux
- Musique : Philippe Miller
- Montage : Camille Cotte
- Durée : 83 minutes
- Dates de sortie: 
  - Canada : 13 septembre 2001 Festival international du film de Toronto
  - France : 30 janvier 2002

## Distribution
- Ouassini Embarek : Driss
- Jacques Nolot : Fouad
- Leïla Belarbi : Betsoul
- Delia Amrani : Zineb
- Meriem Serbah : Malika

## Distinctions
- 2002 : Ouassini Embarek meilleur acteur au Festival international du film de Sochi[1].